# Eduardo Frei Ruiz-Tagle

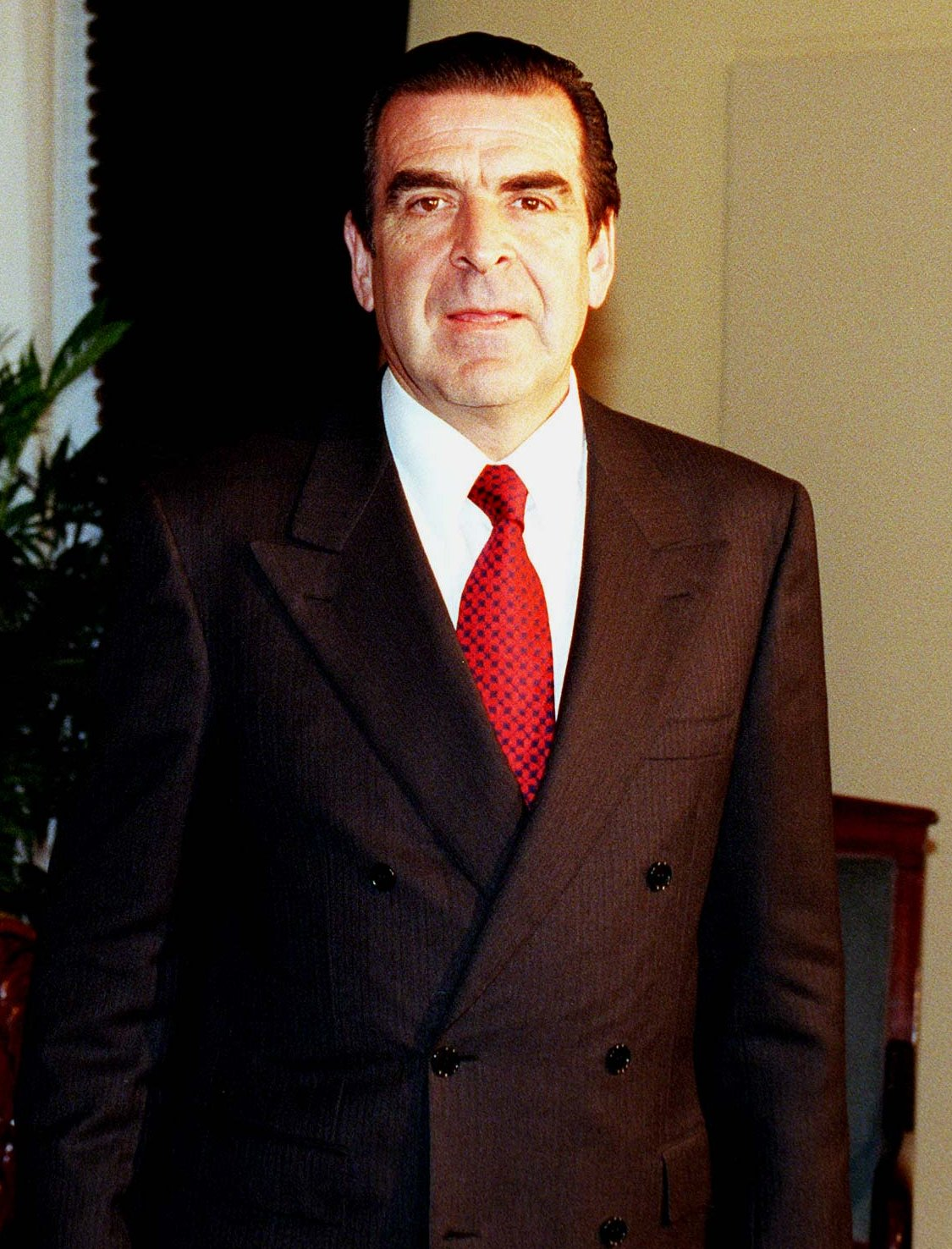
Eduardo Frei (1998)

Eduardo Frei Ruiz-Tagle (* 24. Juni 1942 in Santiago de Chile) ist ein chilenischer Politiker schweizerischer Abstammung. Er gehört der Christdemokratischen Partei Chiles an, war von 1994 bis 2000 Präsident Chiles und Kandidat der Concertación de Partidos por la Democracia für die Präsidentschaftswahl am 13. Dezember 2009.

## Leben
Frei wurde als viertes von sieben Kindern von Eduardo Frei Montalva geboren, der von 1964 bis 1970 Präsident seines Landes war. Seine Vorfahren stammten aus dem schweizerischen Nesslau im Kanton St. Gallen. Er besitzt nebst seinem chilenischen auch das Schweizer Bürgerrecht. Er schloss ein Studium als Hydraulik-Ingenieur an der Universidad de Chile ab, studierte dann in Italien und arbeitete von 1969 bis 1988 in einem Ingenieurbüro.
1958 trat er der Christdemokratischen Partei Chiles bei, der auch sein Vater angehörte, und unterstützte dessen Präsidentschaftswahlkampf 1964. Während der Militärdiktatur unter Augusto Pinochet ab 11. September 1973 zählte Frei zu den Gründern des Oppositionsbündnisses, das die Volksabstimmung von 1988 betrieb und dessen Sieg zum überraschenden Rücktritt Pinochets und Übergang Chiles zu demokratischen Verhältnissen führte.
Nach dem Tod seines Vaters 1982 gründete Frei die politische Stiftung Fundación Eduardo Frei Montalva und amtierte bis 1993 als deren Vorsitzender. Bei den Kongresswahlen vom Dezember 1989 wurde er in den Senat gewählt; 1991 erhielt er den Vorsitz der Christdemokratischen Partei. Bei den Vorwahlen des Jahres 1993 erreichte er mit deutlicher Mehrheit die Kandidatur der Concertación de Partidos por la Democracia, eines breiten Bündnisses von Mitte-links-Parteien, für die Präsidentschaftswahlen.
Bei den Präsidentschaftswahlen vom 11. Dezember 1993 erhielt Frei 57,9 % der Stimmen; sein konservativer Gegenkandidat Arturo Alessandri Besa (dessen Onkel Jorge Alessandri ebenfalls ein früherer chilenischer Präsident war) unterlag mit 24,3 % der Stimmen. Am 11. März 1994 wurde Eduardo Frei als Nachfolger von Patricio Aylwin zum Präsidenten vereidigt. 
Während seiner Amtszeit setzte Frei die Innenpolitik seines Amtsvorgängers fort und bemühte sich um den Ausgleich zwischen den verfeindeten Lagern des Landes. Gleichzeitig begann die juristische Aufarbeitung der Menschenrechtsverletzungen und Verbrechen während der Pinochet-Diktatur. Seine Wirtschaftspolitik setzte auf einen Ausgleich der Außenhandelsbilanz und einen Abbau der Inflation und des Haushaltsdefizits. 
Außenpolitisch bemühte sich Frei um die internationale Anerkennung der chilenischen Demokratisierung und um eine Integration seines Landes in die internationalen Handelsorganisationen, etwa um eine Kooperation Chiles mit den Staaten des Mercosur.
Im Oktober 1998 wurde Chiles Regierung mit der Verhaftung Pinochets in London vor die Frage gestellt, ob sie die Auslieferung Pinochets zuließ, der als Senator auf Lebenszeit in Chile weitgehende Immunität genoss. Eduardo Frei wollte einerseits Chiles Bemühungen um rechtsstaatliche Verhältnisse, die juristische Aufarbeitung der Diktatur im eigenen Land und auch die Reputation sowie die Einbindung Chiles in die westliche Staatengemeinschaft nicht gefährden. Andererseits durfte er die reaktionären Kräfte – insbesondere die Armee und die mächtigen Anhänger Pinochets in Chile – nicht zu sehr provozieren. Diese drohten, den Bemühungen um eine Rückkehr zu Demokratie und Rechtsstaatlichkeit ein Ende zu setzen. Eduardo Frei lehnte – im Einklang mit dem chilenischen Kongress – letzten Endes eine Auslieferung Pinochets an die spanischen und britischen Justizbehörden ab und verlangte, dass der Ex-General nach Chile zurückkehren solle, um dort vor Gericht gestellt zu werden.
2000 endete die Amtszeit von Frei. Als Nachfolger wurde der Sozialist Ricardo Lagos zum Präsidenten Chiles gewählt.
Danach diente er gemäß der chilenischen Verfassung als Senator auf Lebenszeit. Nachdem der Kongress in einer Verfassungsreform die lebenslangen Senatoren abgeschafft hatte, kandidierte Frei erneut als Senator. Er wurde am 14. Dezember 2005 ins Parlament und am 11. März 2006 zum Präsidenten des Senats gewählt. Am 12. März 2008 folgte ihm Adolfo Zaldívar in diesem Amt nach.
Frei wurde von der Concertación für die Präsidentschaftswahlen in Chile 2009/2010 nominiert, weil die beliebte Präsidentin Michelle Bachelet laut Wahlrecht nicht noch einmal antreten durfte. Im ersten Wahlgang am 13. Dezember 2009 erreichte er unter vier Kandidaten den zweiten Platz. Da alle vier die absolute Mehrheit verfehlt hatten, kam es am 17. Januar 2010 zwischen Frei und dem Kandidaten der konservativen Coalición por el Cambio, Sebastián Piñera, zur Stichwahl, die Piñera für sich entschied.

## Ehrungen
- 1998: Collane des Päpstlichen Piusordens[5]
- zahlreiche Ehrendoktorate internationaler Universitäten
- Komtur des Ordens El Sol del Perú